# سیمون بکاری
سیمون بکاری (انگلیسی: Simon Beccari؛ زادهٔ ۱۸ نوامبر ۱۹۹۸) بازیکن فوتبال است.